# Els casos del Departament Q: Sense límits
Els casos del Departament Q: Sense límits (títol original en danès, Den gränslöse) és una pel·lícula de thriller i ficció criminal danesa del 2024. La pel·lícula és dirigida per Ole Christian Madsen, i està basada en un guió escrit per Jussi Adler-Olsen i Jakob Weis. La pel·lícula està basada en la novel·la homònima d'Adler-Olsen del 2014, que és el sisè llibre sobre els oficials del Departament Q. Es va estrenar a Dinamarca l'1 de febrer de 2024. S'ha doblat i subtitulat al català.

## Sinopsi
La pel·lícula gira al voltant de l'inspector Carl Mørck, que envia a la Rose, la seva col·lega més jove del Departament Q, a Bornholm per ajudar en Christian Habersaat. A continuació, el Departament Q es veu involucrat en un cas antic sense resoldre en què es va trobar una noia morta penjada d'un arbre.

## Repartiment
- Ulrich Thomsen – Carl Mørck
- Sofie Torp – Rose
- Afshin Firousi – Assad
- Hedda Stiernstedt – Pirjo
- Joachim Fjelstrup – Atu
- Søren Malling – Bak
- Lisa Carlehed – Mona
- Helle Fagralid – June
- Rasmus Bjerg – SVK
- Mette Lysdahl – Wanda
- Marina Bouras – Marie
- Josefine Tvermoes – Prisme